# Hot Summer
Hot Summer е хаус-поп песен, написана и съпродуцирана от Ремий и Томас Троелсен за втория студиен албум на германското поп трио Monrose. Песента е издадена като третия сингъл на групата на 29 юни 2007, като достига до номер едно в Германия, Австрия и Швейцария.